# Maciej Gaca
Maciej Artur Gaca (ur. 1969 w Poznaniu) – polski sinolog, językoznawca, dyplomata.

## Życiorys
Maciej Gaca ukończył studia magisterskie w Katedrze Orientalistyki Uniwersytetu im. Adama Mickiewicza w Poznaniu (1995). Studiował także na Uniwersytecie Pekińskim (1990–1991 oraz 2000–2001). W 2001 otrzymał tytuł doktorski na UAM w dyscyplinie językoznawstwo, specjalność filologia orientalna, na podstawie napisanej pod kierunkiem Alfreda F. Majewicza dysertacji Czasowy model świata w piktografii ludu Naxi.
Jego zainteresowania naukowe obejmują takie zagadnienia jak: etnolingwistyka Chin i Tajwanu, polityka językowa i edukacyjna Chin i Tajwanu, języki pisane Azji Wschodniej, czas i przestrzeń w językach ludów Azji Wschodniej, język jako narzędzie w polityce bezpieczeństwa regionu Azji Wschodniej, polityka kulturalna Chin.
W latach 2001–2010 pracował na Uniwersytecie im. Adama Mickiewicza w Poznaniu, w tym jako zastępca kierownika Katedry Orientalistyki ds. dydaktycznych oraz dyrektor Instytutu Konfucjusza (2008–2009). Od 2010 do kwietnia 2014 w stopniu radcy kierował Wydziałem Kultury i Promocji Ambasady RP w Pekinie. W kwietniu 2014 został dyrektorem nowo powstałego Instytutu Polskiego w Pekinie. Na stanowisku pozostał do września 2014. Od marca 2015 do października 2019 był dyrektorem generalnym Warszawskiego Biura Handlowego w Tajpej. W 2019 powrócił do pracy akademickiej. Został wykładowcą Instytutu Nauk o Kulturze Wydziału Humanistycznego Uniwersytetu Mikołaja Kopernika w Toruniu.
W 2019 odznaczony Orderem Lśniącej Gwiazdy III Klasy Republiki Chińskiej.
Żonaty, ojciec trojga dzieci. Posługuje się angielskim i chińskim (mandaryńskim).

## Publikacje książkowe
- Maciej Gaca, Alfred F. Majewicz: Literatura piktograficzna Naxi (Chiny Południowe). Stęszew: IIEOS, 1997. ISBN 83-902273-6-3. Brak numerów stron w książce
- Maciej Gaca, Alfred F. Majewicz: Z problemów wyrażania kategorialnego znaczenia czasu w piktograficznym piśmie języka Naxi. Stęszew: IIEOS, 1998. ISBN 83-902273-7-1. Brak numerów stron w książce
- Maciej Gaca, Alfred F. Majewicz: Czasowy model świata w piktografii ludu Naxi. Stęszew: IIEOS, 2004. ISBN 83-910463-9-7. Brak numerów stron w książce